# Manihejstvo
Manihejstvo je gnostična religija, ki jo je širil v tretjem stoletju po takratnem Perzijskem cesarstvu in njegovem obrobju prerok Mani (216-277), ki je bil pod vplivom mitraizma, krščanstva in gnosticizma. 
Na vrhuncu obstoja je manihejstvo ustrezalo tipologiji svetovne religije, saj se je z misijonarsko dejavnostjo iz Perzije razširilo vse do Sredozemlja in Etiopije na zahodu ter preko Srednje Azije ob svilni poti vse do severnih delov Kitajske na vzhodu.
Krščanstvo ni bila edina religija, ki se je ostro odzvala na manihejstvo kot obliko herezije. Ostro so ga kritizirali in preganjali še novoplatonisti, perzijski magi, Judje in muslimani.
Manihejska sinteza vsebuje mnogo elementov ostalih religij (sinkretizem). Mani naj bi dobival posebna razodetja in po njih tudi učil. Glavno načelo tega nauka je dualizem: vedno obstajata dve enakovredni počeli (dobro in slabo, svetloba in tema oziroma bog in satan). V manihejstvu ima Jezus status preroka, ki pa ni isti kot trpeči Kristus. Privržencem je svetoval askezo. Zaratustrovci so ga izgnali v Indijo in ga živega odrli in križali. Privržence je obsodil tudi Dioklecijan, kar pa ni preprečilo širjenja nauka v Rim in Afriko v 4. stoletju.
Najbolj znan pristaš je bil Sveti Avguštin, ki je bil v tem gibanju devet let; pozneje se je spreobrnil v tradicionalno krščanstvo.
V kitajskem Turkestanu je sekta obstajala do 10. stoletja in vplivala na različne herezije v srednjeveškem krščanstvu.